# モーリス・ハーシュフィールド

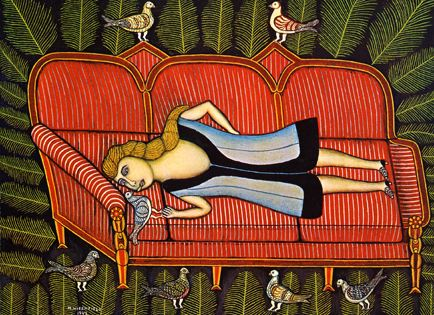
モーリス・ハーシュフィールド作「鳩と少女」(1942)

モーリス・ハーシュフィールド（Morris Hirshfield、1872年4月10日 - 1946年7月26日）は、ポーランド生まれでアメリカ合衆国に帰化した画家である。65歳ころから絵を展覧会に出展し始め、「素朴派」の画家の一人として知られている。

## 略歴
ドイツ国境に近いポーランドでユダヤ人の家に生まれた。10代の頃に木彫をしていて、14歳の時には地元のシナゴーグのために祈祷用の椅子を作った。 18歳でアメリカに移住し、数年間ニューヨークの婦人服製造会社で働き、1902年に、兄弟と靴製造の工場「E.Z.ウォーク・マニュファクチャリング・カンパニー（ E.Z.Walk Manufacturing Company）」を設立し、最盛期には 300人の労働者を雇用した。重病を患った後、1936年に会社経営から引退した。
1937年に絵を描き始め、衣料品製造で成功し現代美術の収集家として知られていたシドニー・ジャニス（Sidney Janis: 1896– 1989）に注目され	支援を受けた。ジャニスが関わった1939年の展覧会「知られざるアメリカ現代画家展（Contemporary Unknown American Painters）」でハーシュフィールドの作品が展示され、1942年のジャニスの著書「They Taught Yourself: American Primitive Painters of the 20th Century」でもハーシュフィールドの作品の一部が紹介された。アンドレ・ブルトンに称賛されるなどシュルレアリスムの芸術家からも支持され 、1942年に開かれたアメリカ最初のシュルレアリスムの展覧会展「First Papers of Surrealism」にも参加した。 
1943年にニューヨーク近代美術館で個展を開催し、いくつかの否定的な批判を引き起こした。『アート・ダイジェスト』誌はハーシュフィールドを『2本の左足を持つ人物を描く巨匠（The Master of Two Left Feet）』と評し、この個展の悪評は、ニューヨーク近代美術館の館長、アルフレッド・H・バーJr（Alfred H. Barr Jr）の降格につながったとされる。1945年にロサンゼルスで個展が開かれ、1951年にパリとチューリッヒ、1968年に再びパリで個展が開かれた。生涯で、77点の作品を制作し、作品はニューヨーク近代美術館やパリ国立近代美術館などに収蔵されている。
1946年にニューヨークのブルックリンで亡くなった。